# Monastero greco-ortodosso dell'Annunciazione della Santa Madre di Dio
Il monastero greco-ortodosso dell'Annunciazione della Santa Madre di Dio risale all'XI secolo e si trova tra Messina e Catania, vicino all'antica acropoli e diocesi bizantina di Taormina. È stato affidato all'Arcidiocesi ortodossa d'Italia e Malta, nell'agosto 2000 dal comune di Mandanici “per la ripresa della vita monastica, l'incontro spirituale degli studenti greci delle università della Sicilia orientale, l'ospitalità dei pellegrini greci ortodossi della Sicilia e gli scambi culturali con la Grecia". Il katholicon e l'edificio del monastero, come anche l'Istituto Ortodosso Patriarcale, sono stati inaugurati ufficialmente il 1º novembre 2005 dal metropolita Gennadios. Dal settembre del 2009 è tornato alla giurisdizione del Comune di Mandanici.